# Burg der Rache
Burg der Rache ist ein US-amerikanischer Abenteuerfilm aus dem Jahr 1951 von Phil Karlson mit Barbara Hale und Richard Greene in den Hauptrollen. Der Film wurde von Columbia Pictures produziert und basiert auf dem 1869 veröffentlichten Roman Lorna Doone, a Romance of Exmoor von Richard Doddridge Blackmore.

## Handlung
England im Jahr 1673: John Ridd schreibt die Geschichte des Tals von Exmoor nieder, die sich einige Jahre zuvor ereignet hat.
Sir Ensor Doone herrscht über das Tal und die Ländereien von seiner uneinnehmbaren Burg Exmoor aus. Wegen ihrer Unterstützung von Oliver Cromwell werden die Doones von König Karl II. für gesetzlos erklärt. Das Tal von Exmoor soll für die Krone konfisziert werden. Da der König zurzeit mit dem Krieg gegen Frankreich vollkommen in Beschlag genommen wird, kann Sir Ensor vorerst weiterhin die Bewohner seines Tals schikanieren. Diese glauben zuerst, sie seien von nun an frei, und sind über die weiterhin bestehende Steuerforderung der Doones überrascht. Der Bauer Ridd verweigert die Steuerzahlung und wird getötet. Der junge John Ridd schwört, den Mord an seinem Vater zu rächen.
Da nichts unternommen wird, um die Mörder zur Rechenschaft zu ziehen, schleicht sich John in die Burg, die auf einer hohen Klippe erbaut wurde. Der Aufstieg ist anstrengend, so dass John erschöpft am Fuß der Klippe zusammenbricht. Dort findet ihn Lorna Doone, die sich um seine Verletzungen kümmert, bis ihre Cousins Carver und Charleworth erscheinen. Sie verprügeln John, als der sich weigert zu gehen. Ensor beendet den ungleichen Kampf. Er ist von dem jungen Mann beeindruckt, der von ihm fordert, sich als Ritter um die Aufklärung des Mordes zu kümmern. 
John dient fünf Jahre lang im königlichen Heer. Als er aus dem Krieg gegen Frankreich heimkehrt, hat er Lorna nicht vergessen können. Seine Mutter erklärt ihm, dass die Doones immer noch über Exmoor herrschen und sich die Bewohner versammeln, um gegen die Doones vorzugehen. John nimmt an einem der Treffen teil und fordert die Leute auf, sich Waffen zu kaufen. Carver und Charleworth erscheinen und lassen John wegen Aufwiegelung öffentlich auspeitschen. Lorna, die in einer Kutsche wartet, reduziert die Anzahl der Peitschenhiebe. 
Einige Zeit später versucht John die Bewohner dazu zu bringen, die Männer der Doones zu überfallen, um an ihre Waffen zu kommen. Kurz darauf wird er von einem maskierten Räuber überfallen, der sich als sein Cousin Tom Faggus entpuppt. Tom ist sofort zum Kampf gegen die Doones bereit und beschafft in Windeseile Waffen. Als Carver mit einigen Männern eine Patrouille durchführt, legt John eine erbeutete Uniform der Doones an. Er erklettert die Klippe und schleicht sich in die Burg. Er trifft Lorna und erfährt zu seiner Bestürzung, dass Lorna und Carver verlobt sind. 
Im Dorf legt John seinen Plan zur Erstürmung der Burg dar. Er will mit acht Mann die Klippen ersteigen und die Zugbrűcke herunterlassen, damit die draußen versteckten Männer von Exmoor in die Burg eindringen können. Carver kommt mit seiner Patrouille ins Dorf und bemerkt die Abwesenheit der Männer. Ensor dringt darauf, dass die Strafe milde ausfällt, doch mit der Unterstützung Charleworths setzt sich Carver durch. In seiner Verzweiflung gesteht Ensor Lorna, dass er nicht ihr Großvater sei. Sie wurde als kleines Kind als Geisel genommen und ist die Enkelin von Ensors erbittertsten Gegner am königlichen Gericht, Duke Lorne. Carver will Lorna heiraten, um somit den König milde zu stimmen. Der im Sterben liegende Ensor verfasst einen Brief, in dem die Hochzeit abgesagt wird.
Carver setzt Lorna unter Hausarrest, die dennoch John eine Nachricht übermitteln kann, um sich mit ihm auf den Klippen zu treffen. Sie zeigt ihm den Brief und versichert ihm, dass der Duke im Kampf gegen die Doones helfen werde. Johns Männer misstrauen Lorna, besonders als Carver erscheint. John und Tom können mit Ensors Brief entkommen und beide können den Duke und den König von der Hilfe für Exmoor überzeugen. John kehrt mit einer Truppe königlicher Gardisten zurück, gerade als Carver die Hochzeit vorbereitet. John und die Gardisten stürmen die Burg während der Zeremonie und nehmen alle Doones fest, bis auf Carver und Charleworth, die sich in einem Raum versteckt haben. Rasend vor Wut beobachtet Carver das Erscheinen des Königs, der John zum Ritter schlägt und ihm Burg Exmoor überträgt. John und Lorna wollen heiraten, doch während der Zeremonie verlässt Carver sein Versteck und schießt Lorna an. Zusammen mit Charleworth greift er John an, der beide Männer töten kann. Lorna erholt sich von ihrer Verletzung und tritt mit John die Herrschaft über das nun freie Tal von Exmoor an.

## Produktion

### Hintergrund
Gedreht wurde der Film vom 19. Mai bis zum 14. Juni 1950 auf der Iverson Movie Ranch in Chatsworth. Nachträgliche Aufnahmen entstanden Ende Juli 1950.
Produzent Edward Small hatte ursprünglich vor, den Film in England zu drehen. Zu diesem Zweck wurden der Art Director Rudolph Sternad und der Associate Producer Grant Whytock nach England geschickt, um geeignete Drehorte zu finden. Der Film wurde letztendlich komplett in den USA gedreht.
George Bruce, der den Roman für das Drehbuch adaptierte, wurde von Metro-Goldwyn-Mayer ausgeliehen. Für die Rolle des John Ridd war Farley Granger vorgesehen, der jedoch das Leihgeschäft verweigerte.

### Stab
Jean Louis war für das Kostümbild zuständig. Lawrence W. Butler schuf die visuellen Effekte. Musikalischer Direktor war Morris Stoloff.

### Besetzung
In kleinen nicht im Abspann erwähnten Nebenrollen traten Patrick Aherne, Trevor Bardette, Gerald Hamer, Myron Healey, Malcolm Keen als Duke Lorne, Leonard Mudie, House Peters Jr. und Ray Teal als John Ridds Vater auf. Ebenfalls unerwähnt blieben Orley Lindgren als jugendlicher John Ridd und Katherine Warren als Johns Mutter.

## Veröffentlichung
Die Premiere des Films fand am 31. Mai 1951 statt. In der Bundesrepublik Deutschland kam er am 7. März 1952 in die Kinos, in Österreich im August 1952.

## Kritiken
Das Lexikon des internationalen Films schrieb: „Überzeugend inszeniertes historisches Filmabenteuer mit Robin-Hood-Assoziationen.“
Der Kritiker des TV Guide sah ein Burgdrama mit einem hohen Actionanteil.